# VVV 펜로

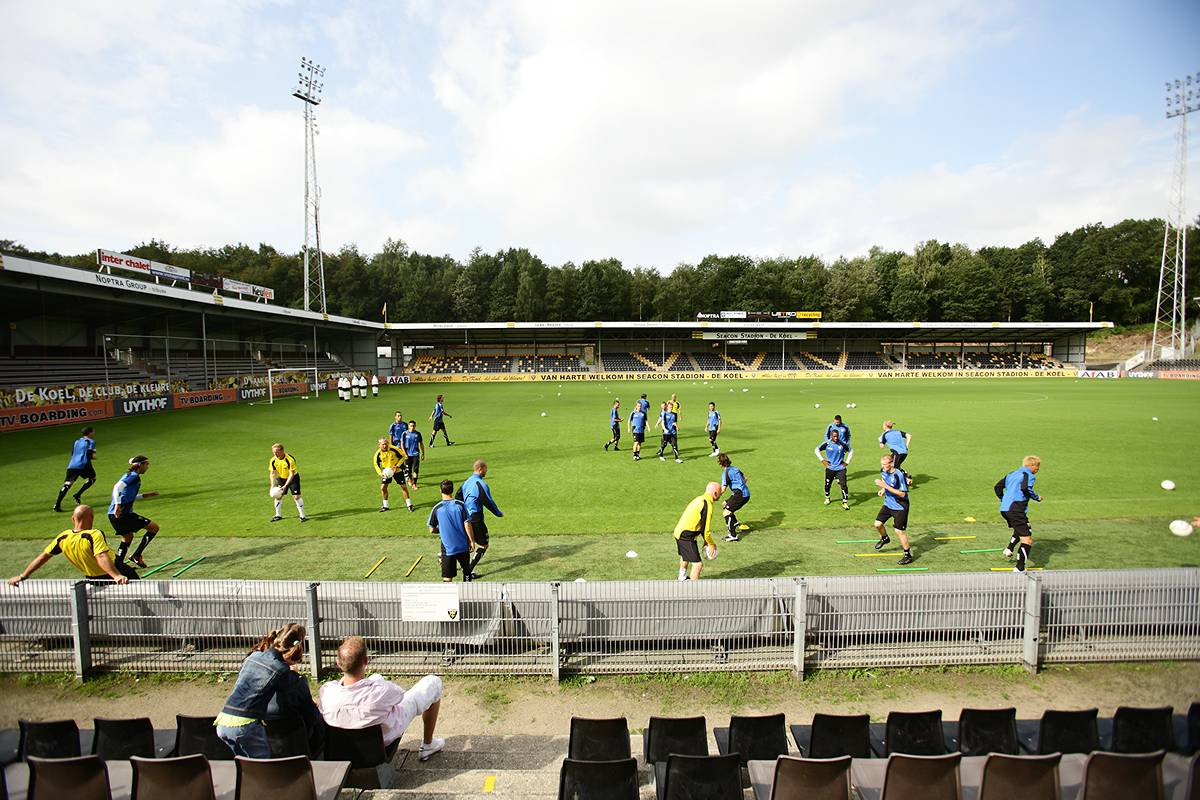

VVV 펜로(VVV-Venlo)는 네덜란드 펜로의 축구 클럽으로, 현재 에이르스터 디비시에서 활동하고 있다. 2008–09 에이르스터 디비시에서 우승을 차지하면서 에레디비시(네덜란드 축구의 1부 리그)로 승격되었다.

## 성적
- 에이르스터 디비시: 우승 3회 (1993, 2009, 2017)
- KNVB컵: 우승 1회 (1959)

## 선수 명단

### 현역
참고: FIFA 자격 규정에 따라 소속된 국가대표팀 국기를 표시합니다. 선수는 복수의 FIFA 비회원국 국적을 가지고 있을 수 있습니다.
| 번호 | 포지션 | 국적 | 이름          |
| ---- | ------ | ---- | ------------- |
| 19   | FW     |      | 엠마누엘 감피 |
| 22   | GK     |      | 팀 슈릭       |

| 번호 | 포지션 | 국적 | 이름 |
| ---- | ------ | ---- | ---- |

## 역대 감독
| 감독          | 임기        |
| ------------- | ----------- |
| 요스 뤼휘카이 | 2021 ~ 2022 |
| 존 람머스     | 2024 ~      |